# Epacris coriacea
Epacris coriacea là một loài thực vật có hoa trong họ Thạch nam. Loài này được A.Cunn. ex DC. mô tả khoa học đầu tiên năm 1839.